# Scroll
- Wikcionario  tiene definiciones y otra información sobre scroll.

Desplazamiento paralaje.

En pantallas de ordenador, cine, producción de televisión y otras pantallas cinéticas, el desplazamiento consiste en deslizar texto, imágenes o vídeo por un monitor o pantalla, vertical u horizontalmente. "El desplazamiento, como tal, no cambia la disposición del texto o las imágenes, sino que desplaza (barridos o inclinaciones) la vista del usuario a través de lo que aparentemente es una imagen más grande que no se ve en su totalidad. Un efecto especial habitual en televisión y cine consiste en desplazar los créditos dejando el fondo inmóvil. El desplazamiento puede tener lugar completamente sin intervención del usuario (como en los créditos de las películas) o, en un dispositivo interactivo, ser activado por pantalla táctil o una pulsación de tecla y continuar sin más intervención hasta una nueva acción del usuario, o ser controlado completamente por dispositivo de entrada.
El desplazamiento puede tener lugar en incrementos discretos (tal vez una o unas pocas líneas de texto cada vez), o de forma continua (desplazamiento suave). Los fotogramas por segundo son la velocidad a la que se vuelve a mostrar una imagen completa. Está relacionado con el desplazamiento en el sentido de que los cambios en la posición del texto y la imagen sólo pueden producirse con la frecuencia con la que la imagen puede volver a mostrarse. Cuando la velocidad de fotogramas es un factor limitante, una técnica de desplazamiento suave consiste en difuminar las imágenes durante el movimiento que, de otro modo, parecerían "saltar".

## Informática

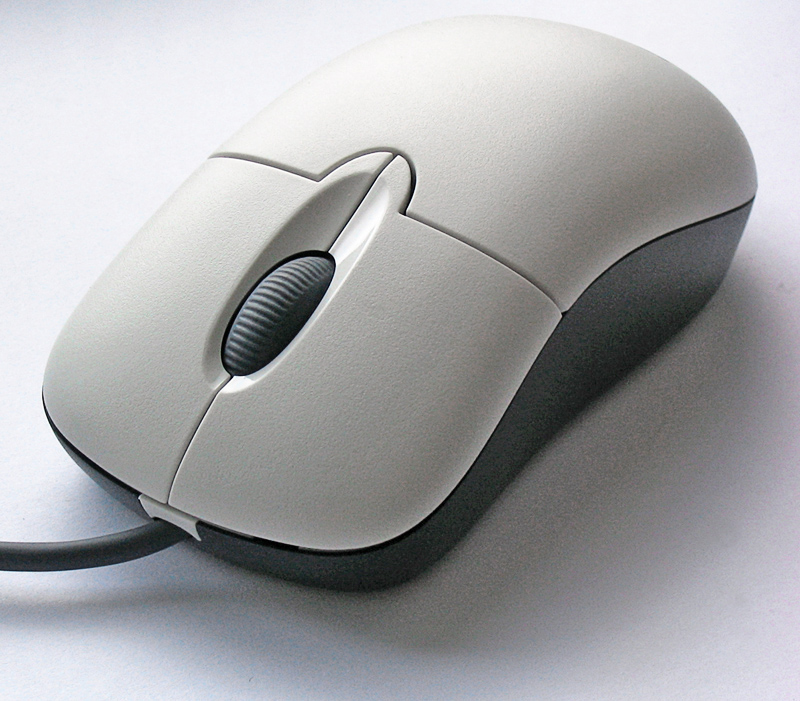
Imagen ilustrativa de un ratón o mouse, que es utilizado para hacer scroll.

### Implementación
En un ordenador, el desplazamiento lo suele realizar la CPU (desplazamiento por software) o un procesador gráfico. Algunos sistemas disponen de desplazamiento por hardware, en el que una imagen puede desplazarse a medida que se muestra, sin ninguna manipulación del búfer de trama (véase también ventanas de hardware). Esto era especialmente común en las consolas de videojuegos de 8 y 16 bits.

### Paradigmas de interfaz de usuario
En una interfaz gráfica de usuario (GUI) de estilo WIMP, el desplazamiento controlado por el usuario se lleva a cabo manipulando una barra de desplazamiento con un ratón, o utilizando atajos de teclados, a menudo la teclas de dirección. Las interfaces de texto y las interfaces de línea de comandos suelen permitir el desplazamiento. Las terminales de ordenador más antiguas cambiaban todo el contenido de la pantalla de una en una ("página"); este modo de paginación requiere menos recursos que el desplazamiento. Las pantallas de desplazamiento también suelen soportar el modo página. En los teclados compatibles con PC se utilizan las teclas de avance y retroceso de página o la barra espaciadora; los ordenadores más antiguos solían utilizar combinaciones de teclas de control. Algunos ratón de ordenador tienen una rueda de desplazamiento, que desplaza la pantalla, a menudo verticalmente, cuando se gira; otros tienen bola de desplazamientos o rueda de inclinacións que permiten el desplazamiento vertical y horizontal.
Algunos programas admiten otras formas de desplazamiento. Adobe Reader tiene un modo identificado por un pequeño icono de una mano ("herramienta de mano") en el documento, que puede arrastrarse haciendo clic sobre él y moviendo el ratón como si se deslizara una hoja grande de papel. Cuando esta función se implementa en una pantalla táctil se denomina desplazamiento cinético. Las Pantallas táctiles a menudo utilizan el desplazamiento inercial, en el que el movimiento de desplazamiento de un objeto continúa de forma decreciente después de soltar el toque, simulando la apariencia de un objeto con inercia. Una de las primeras implementaciones de dicho comportamiento fue en el PDA "Star7" de Sun Microsystems hacia 1991–1992.
El desplazamiento se puede controlar de otras formas dependientes del software mediante un ratón de PC. Algunas ruedas de desplazamiento se pueden presionar hacia abajo, funcionando como un botón.  Dependiendo del software, esto permite el desplazamiento horizontal y vertical arrastrando en la dirección deseada; cuando el ratón se mueve a la posición original, el desplazamiento se detiene.  Algunas ruedas de desplazamiento también pueden inclinarse, desplazándose horizontalmente en una dirección hasta que se sueltan. En los dispositivos de pantalla táctil, el desplazamiento es un gesto multitáctil, que se realiza deslizando un dedo por la pantalla verticalmente en la dirección opuesta a la que el usuario desea desplazarse.
Si el contenido es demasiado ancho para caber en una pantalla, es necesario desplazarse horizontalmente para verlo todo. En aplicaciones como gráficos y hojas de cálculo suele haber más contenido del que cabe a lo ancho o a lo alto de la pantalla a una escala cómoda, y es necesario desplazarse en ambas direcciones.

### Desplazamiento infinito
En 2006, Aza Raskin desarrolló la técnica del desplazamiento infinito, por la que se elimina la paginación de las páginas web, en favor de la carga continua de contenidos a medida que el usuario se desplaza por la página. Raskin expresó posteriormente su arrepentimiento por el invento, describiéndolo como "uno de los primeros productos diseñados no simplemente para ayudar a un usuario, sino para mantenerlo deliberadamente en línea el mayor tiempo posible". Las investigaciones sobre usabilidad sugieren que el desplazamiento infinito puede presentar un problema de accesibilidad. La falta de señales de detención se ha descrito como una vía hacia la adicción al smartphone y la adicción a redes sociales.

### Texto
En lenguas escritas horizontalmente, como la mayoría de las lenguas occidentales, los documentos de texto más largos de lo que caben en la pantalla a menudo se muestran saltos y dimensionados para ajustarse al ancho de la pantalla, y se desplazan verticalmente para mostrar el contenido deseado. Es posible mostrar líneas demasiado largas para que quepan en la pantalla sin envolverlas, desplazándose horizontalmente para ver cada línea completa. Sin embargo, esto requiere un desplazamiento constante e incómodo línea a línea, mientras que el desplazamiento vertical sólo es necesario después de leer una pantalla completa.
Los programas como los procesadores de texto y los navegadores web suelen utilizar el ajuste de palabras para mostrar tantas palabras en una sola línea como quepan en el ancho de la pantalla o ventana o, en el caso del texto organizado en columnas, en cada columna.

### Demos
Los textos desplazables, también denominados scrolltexts o scrollers, desempeñaron un papel importante en el nacimiento de la cultura de la demo. Los crackers solían utilizar su profundo conocimiento de las plataformas informáticas para transformar la información que acompañaba a sus lanzamientos en crack intro. La única función de estas intros era desplazar el texto por la pantalla de forma impresionante.

## Cine y televisión
El desplazamiento se utiliza habitualmente para mostrar los créditos al final de películas y programas de televisión.
El desplazamiento se utiliza a menudo en forma de teletipo de noticias hacia la parte inferior de la imagen para contenidos como noticias de televisión, desplazándose lateralmente por la pantalla para ofrecer contenidos breves.

## Videojuegos
En ordenador y videojuegos, el desplazamiento de un campo de juego permite al jugador controlar un objeto en una gran área contigua. Entre los primeros ejemplos de este método se incluyen el videojuego de carreras de Taito de 1974 Speed Race, Sega de 1976 forward-scrolling juego de carreras Moto-Cross (Fonz) y Road Race, y Super Bug. Anteriormente se utilizaba el método flip-screen para indicar fondos en movimiento.
La placa de sistema arcade de Namco Galaxian introducida con Galaxian en 1979 fue pionero en un sistema de sprite que animaba sprites precargados sobre un fondo desplazable, que se convirtió en la base del hardware arcade de Nintendo Radar Scope y Donkey Kong y consolas como la Nintendo Entertainment System.
El desplazamiento de paralaje, que apareció por primera vez en Moon Patrol, consiste en varias capas semitransparentes (llamadas campos de juego), que se desplazan unas sobre otras a distintas velocidades para dar una primera imagen pseudo-3D. pseudo-3D ilusión de profundidad.
El 'Belt scrolling
' es un método utilizado en juegos beat 'em up de desplazamiento lateral con un ángulo de cámara descendente en el que los jugadores pueden moverse hacia arriba y hacia abajo, además de hacia la izquierda y hacia la derecha.

## Estudios
Un artículo de George Fitzmaurice de 1993 estudió los ordenadores de bolsillo con conciencia espacial. Estos dispositivos tenían un sensor 3D, y mover el dispositivo hacía que los contenidos se movieran como si estuvieran fijos en su sitio. Esta interacción podría denominarse "mover para desplazarse". Además, si el usuario alejaba el dispositivo de su cuerpo, se acercaba; a la inversa, el dispositivo se alejaba si el usuario acercaba el dispositivo a él. Smartphone [y el análisis de imágenes de "flujo óptico" utilizan esta técnica en la actualidad.
Un trabajo de investigación de Jun Rekimoto de 1996 analizaba las operaciones de inclinación como técnicas de desplazamiento en interfaces de pantalla pequeña. Los usuarios no sólo podían inclinarse para desplazarse, sino también para seleccionar elementos del menú. Estas técnicas resultaron especialmente útiles para los trabajadores de campo, ya que sólo necesitaban sujetar y controlar el dispositivo con una mano.
Un estudio más reciente de 2013 realizado por Selina Sharmin, Oleg Špakov y Kari-Jouko Räihä exploró la acción de leer texto en una pantalla mientras el texto se desplazaba automáticamente en función de los patrones de seguimiento de ojos del usuario. El grupo de control se limitó a leer el texto en una pantalla y desplazarse manualmente. El estudio descubrió que los participantes preferían leer principalmente en la parte superior de la pantalla, por lo que la pantalla se desplazaba hacia abajo cada vez que los ojos de los participantes empezaban a mirar hacia la parte inferior de la pantalla. Este desplazamiento automático no causó ninguna diferencia estadísticamente significativa en la velocidad o el rendimiento de la lectura.